# Джамил, Джамила
Джамила Алия Джамил (англ. Jameela Alia Jamil; род. 25 февраля 1986 года, Лондон, Великобритания) — британская актриса, ведущая и активистка. Она начала свою карьеру на канале Channel 4, где с 2009 по 2012 год вела серию передач о поп-культуре в рубрике T4. Затем Джамил стала радиоведущей программы The Official Chart, а после — соведущей программы The Official Chart Update вместе со Скоттом Миллсом на BBC Radio 1.
В 2016 году Джамил переехала в США. Она известна по роли Тахани Аль-Джамиль в фантастическом комедийном сериале канала NBC «В лучшем мире». Джамил также известна как ведущая позднего ночного игрового шоу канала TBS «The Misery Index» и как одна из судей вогинг-реалити-конкурса «Legendary».

## Биография

### Ранние годы
Джамила Джамил родилась 25 февраля 1986 года в Хампстеде, Лондон. Её отец — индиец Али Джамил, мать — пакистано-британка Ширин Джамил. Джамила родилась с врождённой потерей слуха и лабиринтитом, для исправления которого ей было сделано несколько операций; её слух на левое ухо составляет 70 %, а на правое — 50 %. В возрасте девяти лет у Джамил был диагностирован гипермобильный синдром Элерса — Данлоса, генетическое заболевание, поражающее соединительную ткань в организме, а в 12 лет у неё была диагностирована целиакия. В возрасте 21 года актриса испытала отравление ртутью, которое она объясняет утечкой ртути из амальгамных зубных пломб, а также усугублённым неправильным их удалением, которое, по её словам, прожгло дыры в её пищеварительных органах.
По словам Джамил, в подростковом возрасте она страдала от нервной анорексии, сказав, что полноценно не питалась в возрасте от 14 до 17 лет. Она считает, что её расстройство пищевого поведения развилось из-за давления общества, в том числе статей в журналах, продающих средства для похудения. Актриса также рассказала, как в возрасте 17 лет её сбила машина, когда она убегала от пчелы; она сломала несколько костей и повредила позвоночник. Джамиле объявили, что она может лишиться возможности ходить, но после лечения стероидами и физической реабилитации она медленно восстанавливалась, используя ходунки, чтобы начать ходить. Джамил считает, что автомобильная авария подтолкнула её к выздоровлению от анорексии, говоря, что это изменило её отношение к своему телу. Она училась в Королевском колледже в Лондоне, но не смогла закончить курс A-Levels, сославшись на несчастный случай. В течение двух лет Джамил преподавала английский язык иностранным студентам в школе английского языка «Каллан» в Лондоне. В 2013 году в интервью The Independent Джамил сказала, что работала модельным скаутом, но никогда не была моделью, а в 2020 году работала моделью, однако в ранних интервью отрицала это. Джамила также работала фотографом, скаутом и модельным агентом в компании Premier Model Management.

### 2009—2015: Начало медиакарьеры

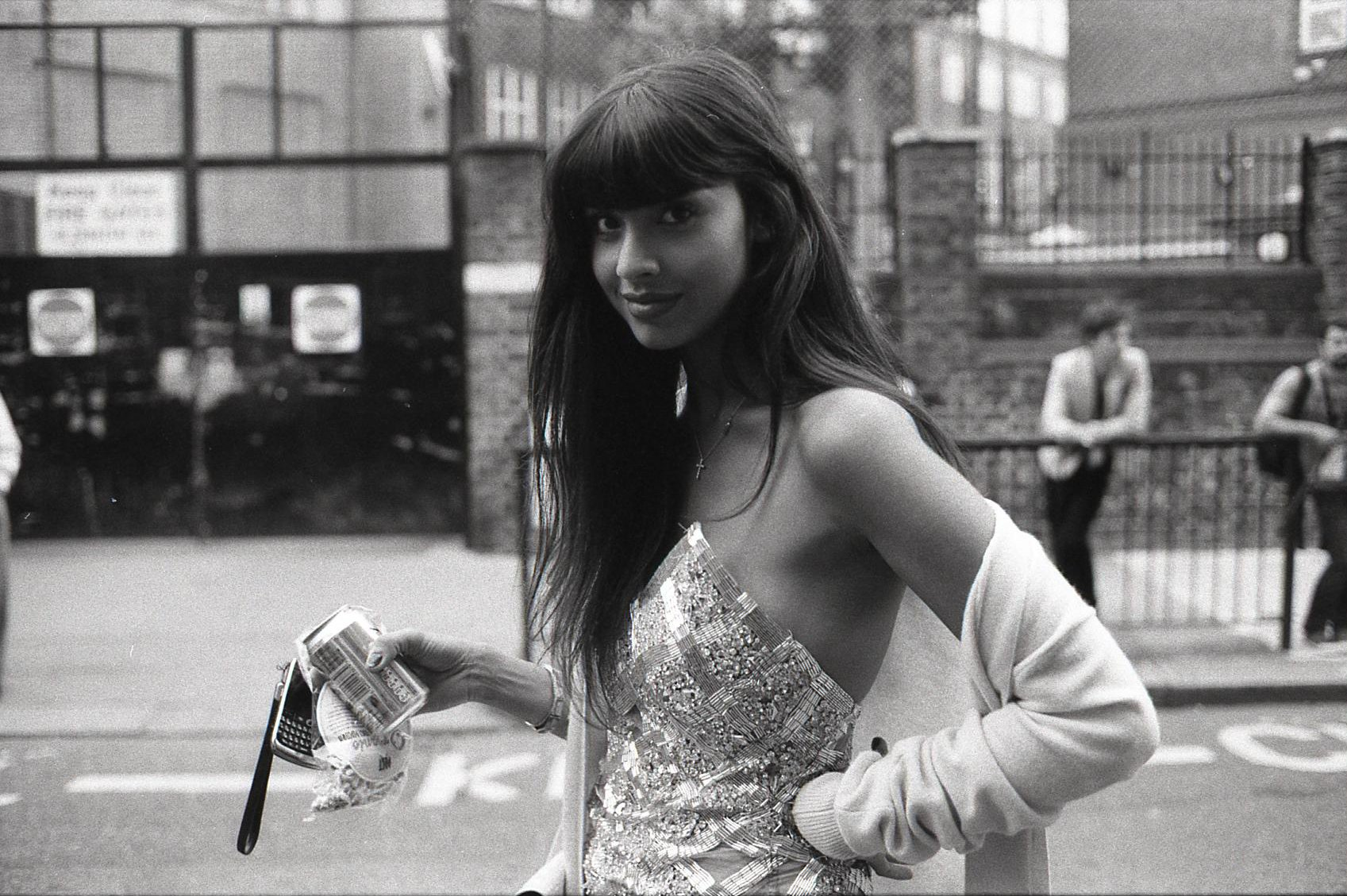
Джамила Джамил на Неделе моды в Лондоне в 2009 году.

Джамил заявила в интервью NPR, что работала учительницей, когда в баре её обнаружил продюсер и предложил пройти прослушивание на роль ведущей. Она подала заявку на роль ведущей по электронной почте, увидев объявление о работе на T4 (молодёжный блок британского бесплатного телеканала Channel 4). В конце 2008 года Джамил появилась в программе «Music Zone» на E4, молодёжном канале, принадлежащем каналу Channel Four. В 2009 году она начала вести молодёжную программу T4 на канале Channel 4. В январе 2009 года, когда предыдущая ведущая Алекса Чанг покинула утреннее телешоу Freshly Squeezed, Джамила сменила её на посту соведущего вместе с Ником Гримшоу. В 2010 году Джамил представила «The Closet», онлайн-шоу модных советов на сайте социальной сети Bebo, созданное компанией Twenty Twenty Television.
В 2010 году Джамил работала диджеем на мероприятиях. Её первое выступление состоялось на дне рождения Элтона Джона, куда, по словам актрисы, её пригласили в качестве диджея, однако она солгала, что у неё есть опыт работы. Джамил работала диджеем в течение восьми лет, после того, как шесть лет изучала музыку по музыкальной стипендии.
С 2011 по 2014 год она вела оформление женского ежемесячного журнала Company. В январе 2012 года Джамил заменила Джун Сарпонг в качестве ведущего реалити-шоу «Сыграть в натурала». В июне 2012 года она, в сотрудничестве с Very, представила свою первую коллекцию одежды. В конце 2012 года Джамил стала радиоведущей The Official Chart, а также была соведущей The Official Chart Update вместе со Скоттом Миллсом на BBC Radio 1. Джамила вошла в историю радио, став первой единственной женщиной-ведущей шоу BBC Radio 1 Chart.

### С 2016 года
В 2016 году Джамил покинула Лондон и переехала в Лос-Анджелес. Она не планировала сниматься в кино, и вместо этого собиралась работать сценаристом. Когда Джамил работала сценаристом в компании 3 Arts, агенты сообщили ей, что Майкл Шур, один из создателей телесериала «Парки и зоны отдыха», ищет британскую актрису для нового комедийного сериала. Не имея на тот момент актёрского опыта, она пришла на прослушивание и сказала кастинг-директору, что у неё есть опыт работы на сцене. Позже её вызвали на второе собеседование с Майком Шуром и всеми продюсерами, где она заявила, что у неё есть опыт комедийной импровизации. В итоге роль досталась ей.
Премьера шоу состоялась в сентябре 2016 года. Джамил была постоянной актрисой комедийно-фантастического сериала NBC «В лучшем мире», где она играла Тахани Аль-Джамиль. Персонаж Джамилы стал известен благодаря своей склонности к неймдроппингу.

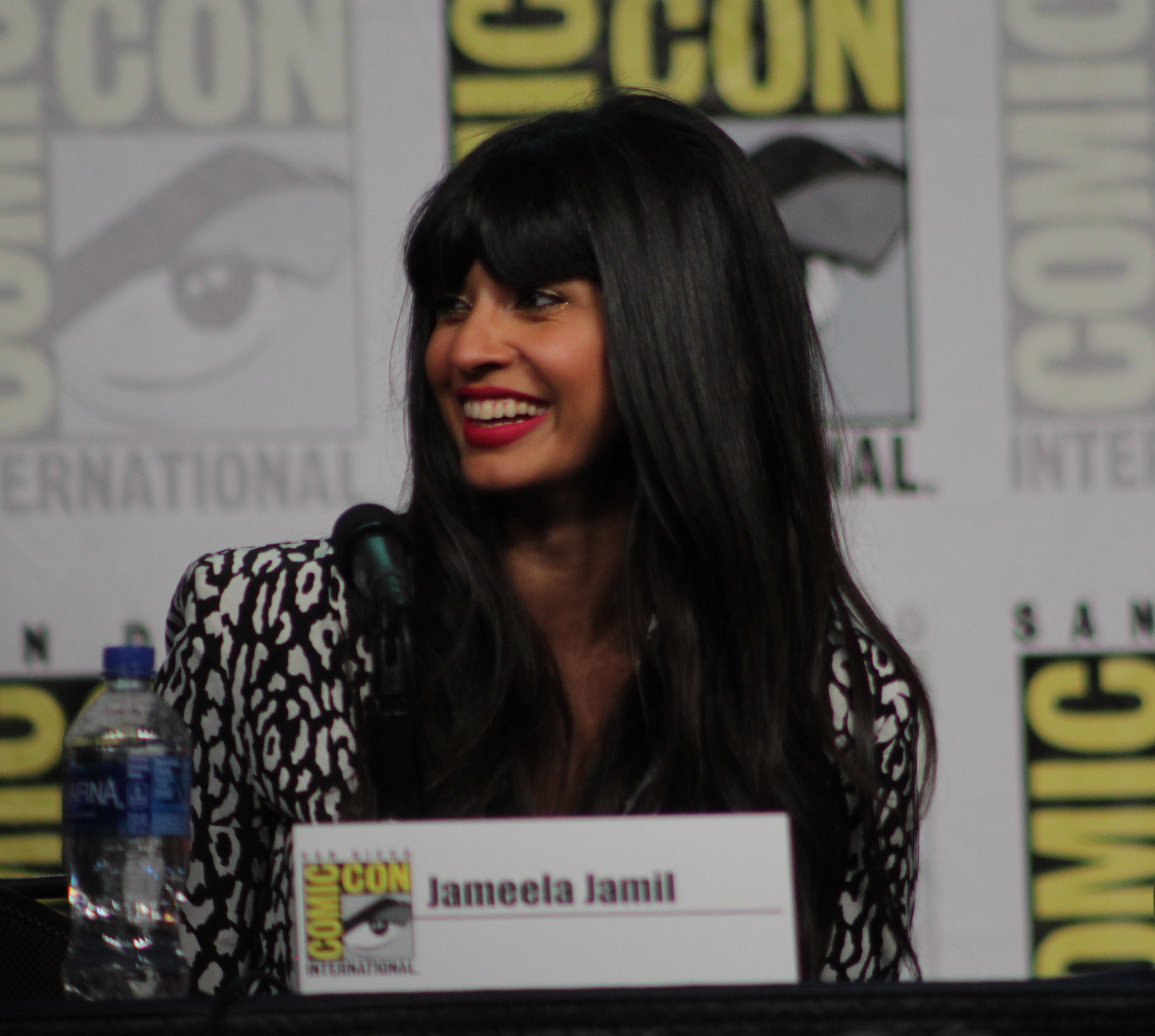
Джамила Джамил на San Diego Comic-Con 20 июля 2019 года

Джамил попала на первую в своей жизни обложку американского журнала в февральском номере The Cut за 2018 год. Она подарила свой голос в качестве гостя в мультсериале «Утиные истории». В том же году Джамила вела постоянный сегмент программы «Последний звонок с Карсоном Дэйли» во время заключительного сезона под названием «Wide Awake with Jameela Jamil».
Парень Джамилы, музыкант Джеймс Блейк, заявил, что Джамила участвовала в создании его четвёртого альбома «Assume Form» в 2017—2018 годах; она указана как дополнительный продюсер пяти песен альбома.
С 2019 года Джамил является ведущей комедийного игрового шоу «Индекс несчастья» на канале TBS. В 2018 году Джамила присоединилась к актёрскому составу индийского мультфильма Disney «Мира – королевский детектив», действие которого происходит в вымышленном городе Джалпур; она играет тётушку Пушпу.
В апреле 2020 года она запустила свой подкаст «I Weigh with Jameela Jamil», который посвящён достижениям женщин, бодипозитиву, активизму и расовой инклюзивности. В октябре 2020 года подкаст был номинирован на премию E! People’s Choice Award.
Джамил исполнила роль суперзлодейки Титании в сериале Disney+ «Женщина-Халк: Адвокат», действие которого происходит в медиафраншизе «Кинематографическая вселенная Marvel» (КВМ).

## Почётные звания
Джамила Джамил — одна из пятнадцати женщин, выбранных для появления на обложке сентябрьского номера британского журнала Vogue «Силы для перемен».
2 августа 2019 года Джамила получила награду «Адвокат года» от Ehlers-Danlos Society.
Джамил получила награду «Феном» на 12-й ежегодной церемонии Shorty Awards 3 мая 2020 года.

## Личная жизнь
С 2015 года Джамила Джамил состоит в отношениях с музыкантом Джеймсом Блейком. Она публично объявила себя квиром после того, как её назначение судьёй вогинг-реалити-сериала «Legendary» вызвало резкую критику, поскольку культура вогинг-бала уходит корнями в ЛГБТ-сообщества чернокожих и латиноамериканцев Нью-Йорка.
Джамил сказала, что испытывает тревогу, аффективные расстройства и обсессивно-компульсивное расстройство. 10 октября 2019 года в рамках Всемирного дня психического здоровья Джамил объявила, что пережила попытку самоубийства за шесть лет до этого. В эпизоде ток-шоу «Red Table Talk» в 2020 году Джамила рассказала, что восемь лет назад во второй раз пыталась покончить с собой из-за нервного срыва. Она также добавила, что прошла курс ДПДГ-терапии для лечения посттравматического стрессового расстройства до переезда в Лос-Анджелес.

## Фильмография
| Год       |    | Русское название                             | Оригинальное название               | Роль                       |
| --------- | -- | -------------------------------------------- | ----------------------------------- | -------------------------- |
| 2009—2012 | с  | Свежевыжатый                                 | Freshly Squeezed                    | сама себя                  |
| 2009—2012 | с  | T4                                           | Freshly Squeezed                    | сама себя                  |
| 2012      | с  | Сыграть в натурала                           | Playing It Straight                 | сама себя                  |
| 2014      | с  | Сок знаменитостей                            | Celebrity Juice                     | сама себя                  |
| 2015      | с  | Лучший пекарь Британии                       | The Great British Bake Off          | сама себя                  |
| 2016—2020 | с  | В лучшем мире                                | The Good Place                      | Тахани Аль-Джамиль         |
| 2018      | с  | Ночь голливудских игр                        | Hollywood Game Night                | сама себя                  |
| 2018      | с  | Последний звонок с Карсоном Дэйли            | Last Call with Carson Daly          | сама себя                  |
| 2019—2021 | мс | Утиные истории                               | DuckTales                           | Гендра Ди                  |
| 2019      | мс | Робоцып                                      | Robot Chicken                       | Лютик                      |
| 2019      | ф  | Как создать девушку                          | How to Build a Girl                 | Клеопатра                  |
| 2019      | с  | Индекс несчастья                             | The Misery Index                    | сама себя                  |
| 2019      | с  | Всё ещё смеются: Звёзды празднуют            | Still Laugh-In: The Stars Celebrate | сама себя                  |
| 2020      | с  | Легендарно                                   | Legendary                           | сама себя                  |
| 2020      | мс | Американский папаша!                         | American Dad!                       | Кристина С.                |
| 2020      | мс | Семейка Грин в городе                        | Big City Greens                     | Феникс                     |
| 2020      | мс | Скрестив мечи                                | Crossing Swords                     | Слоан                      |
| 2020      | мс | Харли Квинн                                  | Harley Quinn                        | Эрис                       |
| 2020      | мс | Мира – королевский детектив                  | Mira, Royal Detective               | тётушка Пушпа              |
| 2020      | мс | Мир юрского периода: Лагерь мелового периода | Jurassic World Camp Cretaceous      | Рокси                      |
| 2020      | мс | Озорные анимашки                             | Animaniacs                          | Султана                    |
| 2021      | мс | Ох уж эти детки!                             | Rugrats                             | леди Де-Клаттер            |
| 2021      | мс | Звёздный путь: Протозвезда                   | Star Trek: Prodigy                  | Асенсия                    |
| 2022      | ф  | Первый встречный                             | Marry Me                            | Аника                      |
| 2022      | мф | DC Лига Суперпитомцы                         | DC League of Super-Pets             | Диана Принс / Чудо-женщина |
| 2022      | с  | Женщина-Халк: Адвокат                        | She-Hulk: Attorney at Law           | Мэри Макферран / Титания   |
| 2022      | с  | Идеальный голос: Бампер в Берлине            | Pitch Perfect: Bumper in Berlin     | Гизела                     |
| 2023      | с  | Покерфейс                                    | Poker Face                          | Ава                        |
| 2023      | ф  | Любовь с первого взгляда                     | Love at First Sight                 | рассказчица                |